# Ein toller Tag
Ein toller Tag ist ein nach einer Vorlage von Beaumarchais gedrehter deutscher Farbspielfilm aus dem Jahre 1944 mit Ilse Werner und Kurt Meisel in den Hauptrollen. Es ist die einzige Kinoinszenierung des Theaterregisseurs Oscar Fritz Schuh.

## Handlung
Große Aufregung am Hofe des Grafen Almaviva: Heute steht die Hochzeit des gräflichen Kammerdieners Figaro mit Susanne, der Kammerzofe der Gräfin, auf dem Programm. Noch vor der Eheschließung erfährt der geschockte Figaro, dass der Graf gedenkt, das alte (und seiner Frau zuliebe einst abgeschaffte) Recht „der ersten Nacht“ wieder einzuführen – das heißt: Susanne soll zuvor mit dem alten Mann ins Bett gehen. 
Nun versuchen die beiden Eheleute in spe Himmel und Hölle in Bewegung zu setzen, damit es nicht zum Äußersten kommt. In Gräfin Rosina, der Gattin des liebend gern fremdwandelnden Adeligen, finden sie eine natürliche Verbündete, möchte diese doch nichts sehnlicher, als dass ihr Gatte sich endlich mal wieder mehr um sie kümmert. 
Kurzerhand wird ein Plan ausgeheckt. Susanne soll sich mit dem gräflichen Schwerenöter zur „ersten Nacht“ im Park verabreden. Statt ihrer aber wird der als Susanne verkleidete Page Cherubin entsandt, der sowohl der Gräfin als auch Susanne treu ergeben ist. Gesagt, getan. Rosina und Susanne verkleiden Cherubin als die Kammerzofe.
Der Graf wiederum hat gerade einen anonymen Brief erhalten, in dem man ihn vor einem Nebenbuhler warnt, der sich seiner Gattin in allzu unzüchtiger Weise zu nähern gedenkt. Noch ahnt Graf Almaviva nicht, dass das Schreiben von Figaro stammt, der auf diese Weise den gräflichen Blickwinkel fort von seiner Susanne und mehr in Richtung eigener Gattin lenken möchte. Almaviva ist aufgebracht und stellt seine Frau zur Rede. Rosina hat alle Mühe, ihren Gatten zu besänftigen und seine Zweifel zu zerstreuen. 
Marcelline, die gräfliche Köchin, kocht wiederum ihr eigenes Süppchen, um Figaros Hochzeit in letzter Minute zu vereiteln. Sie hat von ihm einst ein schriftliches Eheversprechen erhalten und ihm dafür im Gegenzug ein Darlehen gewährt. Die Einlösung dieses Versprechens fordert sie nun. 
Figaros Hochzeit wird verschoben, ein gräfliches Schiedsgericht soll entscheiden. Damit kommt Susanne in einen schweren Gewissenskonflikt: sie könnte Figaros Darlehen zurückzahlen, da sie für ihren Liebesdienst mit dem Adeligen fürstlich entlohnt werden würde. Gräfin Rosina weiß jedoch Rat. Anstatt des abwesenden Cherubin schlüpft sie diesmal selbst in Susannes Rolle und luchst ihrem lüsternen Gatten das von Susanne benötigte Geld ab. 
Zu spät bemerkt der Alte, dass er von seiner eigenen Frau ausgetrickst wird und steht blamiert da. Nun steht der Vermählung von Susanne und ihrem Figaro nichts mehr im Wege.

## Produktionsnotizen
Ein toller Tag wurde, je nach Quelle, ab dem 26. Mai bzw. 2. Juni 1944 gedreht. Die Dreharbeiten endeten Mitte September desselben Jahres. Bei Kriegsende befand sich der Streifen in der Musiksynchronisation. Die Herstellungskosten betrugen rund 1,6 Mio. RM.
Der Film besaß eine ursprüngliche Länge von 2954 Metern und wurde für seine Uraufführung am 27. September 1954 in Hameln auf eine Länge von 2047 Meter heruntergekürzt, das entspricht einer Reduktion von über einer halben Stunde Spieldauer.
Herstellungsgruppenleiter Walter Bolz übernahm auch die Produktionsleitung. Die Bauten stammen von Walter Röhrig und wurden von German Herbricht, der auch als Kameraassistent diente, umgesetzt. Die Kostüme entwarf Reingard Voigt. Schnittmeister Walter Wischniewsky diente Regisseur Schuh auch als dessen Assistent. Drehbuchautor Walter Lieck starb nur zwei Monate nach Ende der Dreharbeiten.

## Kritiken
„Trotz behutsamer Regie eines erfahrenen Theaterkenners und guter Rollenbesetzung im Ergebnis matt.“